# Hôtel de préfecture de Tarn-et-Garonne
L'hôtel de préfecture de Tarn-et-Garonne est un bâtiment situé à Montauban, chef-lieu du département de Tarn-et-Garonne, en France. Il abrite les services de la préfecture de Tarn-et-Garonne

## Historique
Avant d'être l'hôtel de préfecture de Tarn-et-Garonne, ce bâtiment était un hôtel particulier.

## Emplacement
Il est situé en face de la rue de la République, en plein centre-ville.